# Auxină

Acidul 3-indolilacetic (acid indolo-3-acetic) este cea mai simplă auxină

Auxinele sunt substanțe chimice din categoria fitohormonilor sau a hormonilor vegetali, cu înaltă activitate fiziologică, care se formează în plante în cantități extrem de mici, având o mare importanță în activitatea vitală a acestora.
Datorită unor asemănări de acțiune cu hormonii organismului animal, auxinele se mai numesc și hormoni de creștere ai plantelor.
Se cunosc trei forme:
- auxina a:  C18H32O5;
- auxina b: C18H30O4;
- heteroauxina: C10H9O2N2, care a fost obținută și sintetic.

Auxinele au aplicații în fitotehnie.
De exemplu, tratarea bazei butașilor cu o soluție slabă de auxine grăbește procesul de formare a rădăcinilor, măsură care se aplică în înmulțirea vegetativă a plantelor cu înrădăcinare greoaie (vișinul, măslinul, trandafirul).
În stare chimică pură, toate auxinele sunt substanțe cristaline.
Acestea influențează procesele de creștere, acțiunea asupra celulelor depinzând atât de concentrație, cât și de starea celulelor.
Locul principal de formare a auxinelor sunt punctele de creștere ale tulpinii și rădăcinii, bobocii florali, mugurii, semințele încolțite, frunzele verzi.
Particularitatea principală a auxinelor din plante constă în aceea că ele se deplasează în sens strict polar, de la vârfurile vegetative spre baza plantei și nu invers.
Acest articol conține text din Dicționarul enciclopedic român (1962-1966), aflat acum în domeniul public.